# Pysslingklotspindel
Pysslingklotspindel (Theonoe minutissima) är en spindelart som först beskrevs av O. Pickard-Cambridge 1879.  Pysslingklotspindel ingår i släktet Theonoe och familjen klotspindlar. Arten är reproducerande i Sverige. Inga underarter finns listade i Catalogue of Life.